# Kabaddi
Kabaddi (Hindi: कबड्डी, kabaḍḍī) is een sport die is ontstaan in India.
Het wordt gespeeld op een veld van twaalf meter lang, dat bestaat uit twee helften van elk zes meter. Op iedere helft neemt een team van zeven spelers plaats. 
De teams sturen bij toerbeurt een speler naar de helft van de tegenstander, de invaller (raider). Deze invaller moet in één adembeweging tegenspelers aftikken terwijl deze voortdurend kabaddi zegt. Als de invaller iemand aanraakt van de andere ploeg en vervolgens de eigen helft weer bereikt, is die aangeraakte speler af. Als daarentegen de andere ploeg de invaller verhindert terug te keren naar de eigen helft voordat de adembeweging is afgelopen, dan is de invaller zelf af. Als de invaller een verdediger heeft kunnen uittikken, dan mag er een aanvaller terug. Zodra de invaller terug is op eigen helft, mag de verdedigende ploeg aanvallen. Het spel duurt voort totdat een van de ploegen geen spelers meer in het veld heeft.
Kabaddi is een nationaal spel in India. Het wordt ook gespeeld in de buurlanden Nepal, Bangladesh, Pakistan en Sri Lanka. Het spel is al meer dan 4000 jaar oud. 

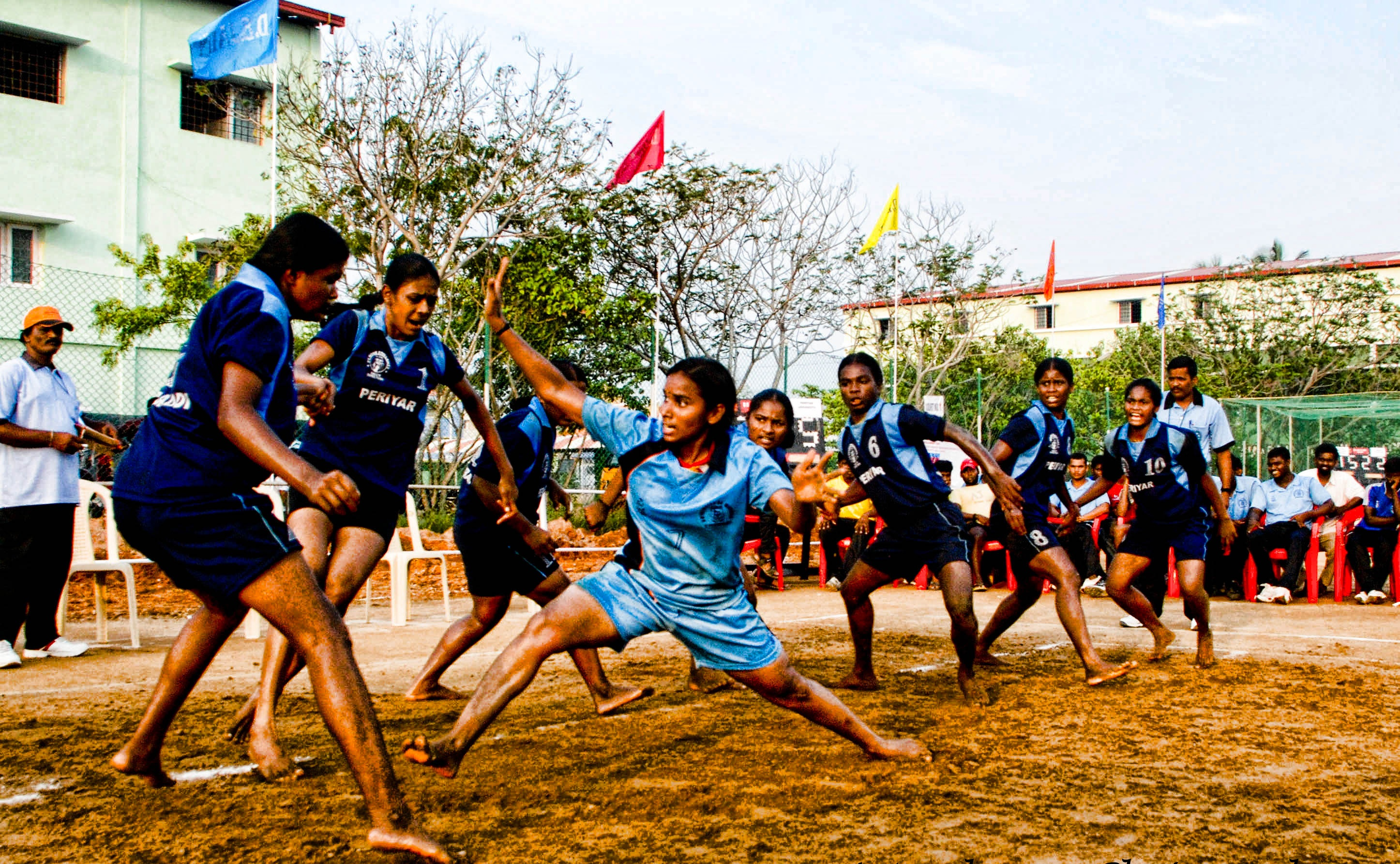
Dameswedstrijd
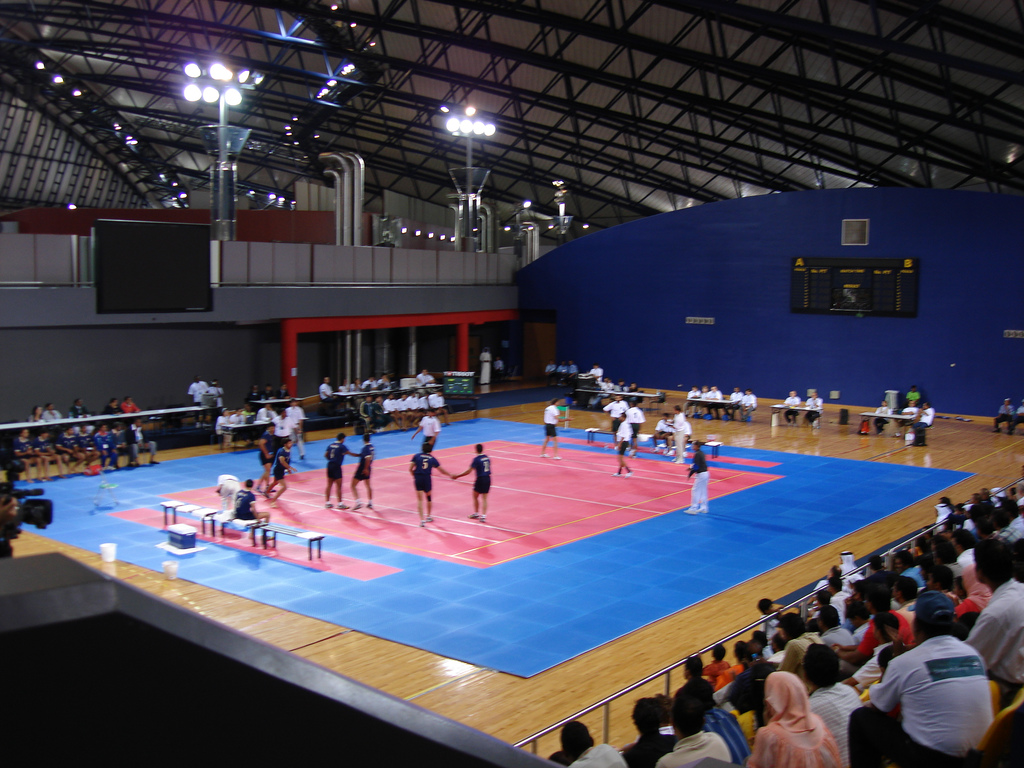
Kabaddi op de Aziatische Spelen 2006
- Kabaddi in Japan